# Benito Juárez II
Benito Juárez II är en ort i Mexiko.   Den ligger i kommunen San Miguel Soyaltepec och delstaten Oaxaca, i den sydöstra delen av landet, 300 km sydost om huvudstaden Mexico City. Benito Juárez II ligger 120 meter över havet och antalet invånare är 1 553.
Terrängen runt Benito Juárez II är platt söderut, men norrut är den kuperad. Runt Benito Juárez II är det ganska glesbefolkat, med 39 invånare per kvadratkilometer. Närmaste större samhälle är Isla Soyaltepec, 7,1 km norr om Benito Juárez II. Omgivningarna runt Benito Juárez II är en mosaik av jordbruksmark och naturlig växtlighet.